# Championnat de Pologne de football de deuxième division 2020-2021
Navigation
I liga 2019-2020 I liga 2021-2022
La saison 2020-2021 du championnat de Pologne de football de deuxième division est la 73e saison de l'histoire de la compétition et la 13e sous l'appellation « I liga ». Ce championnat oppose dix-huit clubs polonais en une série de trente-quatre rencontres, disputées selon le système aller-retour où les différentes équipes s'affrontent une fois par phase, et où les deux premiers gagnent le droit d'accéder à la première division l'année suivante.
Les équipes classées de la 3e à la 6e place jouent pour déterminer le troisième promu.

## Compétition

### Classement
| Rang | Équipe                       | Pts  | J  | G  | N  | P  | Bp | Bc | Diff |
| ---- | ---------------------------- | ---- | -- | -- | -- | -- | -- | -- | ---- |
| 1    | Radomiak Radom               | 68   | 34 | 20 | 8  | 6  | 49 | 20 | +29  |
| 2    | Bruk-Bet Termalica Nieciecza | 65   | 34 | 18 | 11 | 5  | 56 | 28 | +28  |
| 3    | GKS Tychy                    | 63   | 34 | 18 | 9  | 7  | 49 | 27 | +22  |
| 4    | Arka Gdynia R                | 60   | 34 | 17 | 9  | 8  | 51 | 32 | +19  |
| 5    | ŁKS Łódź R                   | 58   | 34 | 17 | 7  | 10 | 59 | 41 | +18  |
| 6    | Górnik Łęczna P              | 56   | 34 | 15 | 11 | 8  | 47 | 30 | +17  |
| 7    | Miedź Legnica                | 51   | 34 | 13 | 12 | 9  | 49 | 36 | +13  |
| 8    | Odra Opole                   | 49   | 34 | 13 | 10 | 11 | 35 | 41 | -6   |
| 9    | Widzew Łódź P                | 46   | 34 | 11 | 13 | 10 | 30 | 36 | -6   |
| 10   | Sandecja Nowy Sącz           | 45   | 34 | 12 | 9  | 13 | 42 | 50 | -8   |
| 11   | Chrobry Głogów               | 44   | 34 | 12 | 8  | 14 | 34 | 45 | -11  |
| 12   | Korona Kielce R              | 41   | 34 | 11 | 8  | 15 | 31 | 46 | -15  |
| 13   | Puszcza Niepołomice          | 37   | 34 | 10 | 7  | 17 | 32 | 46 | -14  |
| 14   | MKS GKS Jastrzębie           | 35   | 34 | 10 | 5  | 19 | 32 | 48 | -16  |
| 15   | Stomil Olsztyn               | 35   | 34 | 9  | 8  | 17 | 31 | 48 | -17  |
| 16   | CWKS Resovia P               | 32   | 34 | 8  | 8  | 18 | 27 | 45 | -18  |
| 17   | Zagłębie Sosnowiec           | 30   | 34 | 8  | 6  | 20 | 35 | 43 | -8   |
| 15   | GKS Bełchatów                | 23-2 | 34 | 6  | 7  | 21 | 24 | 51 | -27  |

| Légende : Promotions et relégations | Légende : Promotions et relégations                              |
| ----------------------------------- | ---------------------------------------------------------------- |
|                                     | Promotion en Ekstraklasa : 1er et 2e                             |
|                                     | Qualification pour les barrages de montée : 3e au 6e             |
|                                     | Relégation en II liga : 18e                                      |
|                                     | R : Relégué de première division P : Promu de troisième division |

- Comme la première division passe de 16 à 18 équipes en 2021-2022, il n'y a qu'une seule relégation cette saison.
- GKS Bełchatów a une pénalité de -2 points.

### Barrages de montée
| Demi-finale 1      | (3e) GKS Tychy | 1 - 1 2 - 4 (t. a. b.) | (6e) Górnik Łęczna |  |  |
| 16 juin 2021 18h00 |                | (1 - 0)                |                    |  |  |

| Demi-finale 2      | (4e) Arka Gdynia | 0 - 1   | (5e) ŁKS Łódź |  |  |
| 16 juin 2021 20h30 |                  | (0 - 0) |               |  |  |

---
| Finale       | ŁKS Łódź | 0 - 1 | Górnik Łęczna |  |  |
| 20 juin 2021 |          | (-)   |               |  |  |